# Нитроцементация сталей
Нитроцемента́ция ста́лей — процесс насыщения поверхности стали одновременно углеродом и азотом при 700—950 °C в газовой среде, состоящей из науглероживающего газа и аммиака. Наиболее часто нитроцементация проводится при 850—870 °С. После нитроцементации следует закалка в масло с повторного нагрева или непосредственно из нитроцементационной печи с температурой насыщения или небольшого подстуживания. Для уменьшения деформации рекомендуется применять ступенчатую закалку с выдержкой в горячем масле 180—200 °С.

## Описание

### Преимущества
По сравнению с цементацией, нитроцементация имеет ряд существенных преимуществ. При легировании аустенита азотом снижается температура α ↔ γ-превращения, что позволяет вести процесс насыщения при более низких температурах. Одновременно в присутствии азота резко возрастает диффузионная подвижность углерода в аустените (табл. 1). С повышением температуры эффект ускорения уменьшается (табл. 1).
| Температура, °С | Нитроцементация | Нитроцементация | Цементация     | Цементация                       |
| --------------- | --------------- | --------------- | -------------- | -------------------------------- |
| Температура, °С | DN·10−11, м2/c  | DC·10−11, м2/c  | DC·10−11, м2/c | DC нитроцементации/DC цементации |
| 850             | 0,3             | 0,38            | 0,17           | 2,24                             |
| 900             | 0,6             | 0,75            | 0,38           | 1,97                             |
| 950             | 1,08            | 1,17            | 0,87           | 1,38                             |

Несмотря на значительно более низкую температуру насыщения, скорость роста диффузионного слоя при цементации (930—950 °С) и нитроцементации (840—860 °С) на толщину 0,5—0,8 мм практически одинакова. Производственный цикл при нитроцементации, по сравнению с цементацией, сокращается на 50—60 %.
Понижение температуры насыщения, без увеличения длительности процесса, позволяет снизить деформацию обрабатываемых деталей, повысить стойкость печного оборудования и уменьшить время на подстуживание перед закалкой.

### Применение
Процесс нитроцементации получил широкое распространение в машиностроении для деталей, по условиям работы которых достаточна толщина упрочнённого слоя 0,2—1,0 мм. На ВАЗе 94,5 % деталей, упрочняемых химико-термической обработкой, подвергается нитроцементации. Например, нитроцементация широко применяется для упрочнения зубчатых колёс. В этом случае эффективная толщина слоя (до HV 600) для шестерён с модулем 1,5—3,5 мм принимается 0,3 ± 0,1, а при модуле 4,0—5,5 мм — 0,4 ± 0,1.

### Оборудование
Для газовой цементации и нитроцементации применяют практически одинаковое оборудование — шахтные, камерные или проходные печи.

## Структура и свойства нитроцементированного слоя
При оптимальных условиях насыщения структура нитроцементированного слоя должна состоять из мартенсита, небольшого количества карбонитридов и некоторого количества остаточного аустенита, структура сердцевины из троостосорбита, бейнита или малоуглеродистого мартенсита. В нитроцементированном слое нередко допускается повышенное количество остаточного аустенита, который обеспечивает хорошую прирабатываемость нешлифуемых автомобильных шестерён, что обеспечивает их бесшумную работу.
В стали 25ХГТ количество остаточного аустенита составляет 25—30 %, а в сталях 25ХГМ и 25ХГМТ достигает 45—50 %. В тех случаях, когда изделие после нитроцементации проходит шлифование, большое количество остаточного аустенита нежелательно, так как он не только снижает механические свойства, но и способствует образованию трещин при шлифовании. В американской практике считается допустимым содержание в нитроцементируемом слое остаточного аустенита в количестве, при котором твёрдость после закалки не ниже 60 HRC. Чаще твёрдость слоя составляет 58—64 HRC.